# 이은권
이은권(李殷權, 1958년 11월 5일 ~ )은 대한민국의 정치인이다. 대전광역시 중구청장, 제20대 국회의원을 역임했다.

## 학력
- 대전선화국민학교 졸업
- 보문중학교 졸업
- 서대전고등학교 졸업
- 단국대학교 토목공학과 학사
- 단국대학교 행정법무대학원 행정학 석사

## 생애
1958년 11월 5일 충청남도 공주에서 태어났다.

## 주요활동

### 정치입문
1984년 8월, 이은권은 강창희 국회의원의 보좌관으로 활동하며 정치에 입문하였다. 이후, 2006년 지방선거에서 새누리당의 전신인 한나라당 소속으로 중구청장에 당선됐다.

### 대전시 중구청장(한나라당, 민선4기)
2006년 제4회 전국동시지방선거에서 한나라당 후보로 대전광역시 중구청장 선거에 출마하여 당선되었다.

### 선대위활동
2012년 제18대 대통령 선거 때 새누리당 박근혜 대통령 후보 대전선거대책위원회 총괄본부장을 맡아 대선 승리의 중추적인 역할을 하였다.

### 언론주목

#### 대한민국을 이끄는 21세기 경영리더 대상
한국신문방송연구원이 주관하고 지식경제부, 외교통상부, 환경부, 한국 무역협회가 후원하는 ‘제1회 대한민국을 이끄는 21세기 경영리더 대상’은 탁월한 리더십과 경영혁신을 바탕으로 기관․기업경영을 성공적으로 이끌어 국가와 지역발전에 공로가 큰 기관장 및 경영인을 선정해 시상 하는 것으로 월간 중앙이 창립 40주년을 기념해 제정한 권위 있는 상. 이은권은 민선4기 취임 시 낙후되고 있는 대전광역시 중구의 원도심 활성화를 위해, ‘솔개 정신’을 경영철학으로 삼아 구정의 혁신적인 환골탈태를 이끌어 문화 예술의 진흥과 효행도시로 거듭나게 하고 상권부흥을 위해 혼신의 힘을 쏟아 ‘혁신경영 리더부문’ 대상을 수여 받았다. 또한, 이은권의 리더십과 경영실적, 재정위기를 극복하고 ‘건전재정 우수기관’으로 선정되기까지의 위기관리 능력과 혁신경영을 통해 나타난 예산절감 및 우수시책 성과부문에서 높은 평가를 받았다.

## 이력
- 2006년 7월 ~ 2010년 6월: 대전광역시 중구 구청장(한나라당, 민선4기)
- 국회의원 보좌관
- 2012년: 제18대 대통령선거 새누리당 대전시당 선거대책위원회 총괄본부장
- 2015년 8월: 새누리당 대전광역시당 중구당원협의회 운영위원장
- 2016년 5월 ~ 2020년 5월: 제20대 국회의원 (대전 중구)
- 2016년 6월: 제 20대 국회 전반기 예산결산특별위원회 위원
- 2016년 6월 ~ 2017년 7월: 제 20대 국회 미래창조과학방송통신위원회 위원
- 2016년 7월 ~ 2017년 2월: 새누리당 대전광역시당 위원장
- 2016년 9월: 새누리당 원내부대표
- 2017년 2월 ~ 2018년 6월: 자유한국당 대전광역시당 위원장
- 2017년 3월: 자유한국당 원내부대표
- 2017년 6월 ~ 2018년 5월: 제 20대 국회운영위원회 위원
- 2017년 7월 ~ 2018년 5월: 제 20대 국회 전반기 과학기술정보방송통신위원회 위원
- 2018년 3월 ~ 2018년 5월: 6.13지방선거 자유한국당 대전시당 공천관리위원장
- 2018년 7월 ~ 2020년 5월: 제20대 국회 후반기 국토교통위원회 위원
- 2018년 12월 ~ 2020년 2월 : 자유한국당 대전시당 중구 당협위원장
- 2018년 12월 ~ 2020년 2월 : 자유한국당 원내부대표
- 2019년 4월 : 자유한국당 신정치혁신특별위원회 - 당혁신소위원회 위원
- 2019년 9월 ~ 2020년 2월 : 자유한국당 인권위원장
- 2019년 9월 : 자유한국당 조직강화특별위원회 위원
- 2020년 2월 ~ 2020년 5월 : 미래통합당 원내부대표
- 2020년 2월 : 미래통합당 인권위원장
- 2021년 8월 ~ 2021년 11월 : 윤석열 제20대 대통령 선거 예비후보 국민캠프 지역본부 권역별 선거대책위원회 대전광역시 선거대책위원회 선거대책위원장
- 2021년 12월 ~ 2022년 1월: 국민의힘 제20대 대통령선거 대전을 살리는 선거대책위원회 선거대책위원장단 총괄선거대책위원장
- 2022년 7월 ~ 2024년 4월: 국민의힘 대전광역시당 위원장
- 국민의힘 대전시 중구 당협위원장
- 2024년 3월~2024년 4월: 제22대 총선 국민의힘 대전시당 선거대책위원회 공동총괄선대위원장
- 2025년 5월~2025년 6월: 제21대 대통령 선거 국민의힘 김문수 대통령 후보 대전 선거대책위원회 공동선대위원장

## 역대 선거 결과
|  | 46.02% |

|  | 33.00% |

|  | 45.27% |

|  | 41.64% |

|  | 48.17% |

|  | 47.91% |

## 같이 보기
- 중구 (대전 선거구)
- 대전 중구의 국회의원
- 대전 중구청장